# ساوت‌وست ویندپاور
ساوت‌وست ویندپاور (انگلیسی: Southwest Windpower) شرکت برق آمریکایی است، که در سال ۱۹۹۹ تأسیس شد.